# Chloroscypha seaveri
Chloroscypha seaveri är en svampart som beskrevs av Rehm ex Seaver 1931. Chloroscypha seaveri ingår i släktet Chloroscypha, ordningen disksvampar, klassen Leotiomycetes, divisionen sporsäcksvampar och riket svampar.   Inga underarter finns listade i Catalogue of Life.